# Шкрињари
Шкрињари су насељено место у саставу општине Свети Иван Жабно у Копривничко-крижевачкој жупанији, Хрватска. До територијалне реорганизације у Хрватској налазили су се у саставу бивше велике општине Крижевци.

## Становништво
На попису становништва 2011. године, Шкрињари су имали 212 становника.

## Попис1991.
На попису становништва 1991. године, насељено место Шкрињари је имало 236 становника, следећег националног састава:
| Попис 1991.‍  | Попис 1991.‍  | Попис 1991.‍ | Попис 1991.‍ | Попис 1991.‍ |
| ------------ | ------------ | ----------- | ----------- | ----------- |
|              |              |             |             |             |
| Хрвати       | Хрвати       |             | 224         | 94,91%      |
| Југословени  | Југословени  |             | 1           | 0,42%       |
| Муслимани    | Муслимани    |             | 1           | 0,42%       |
| Чеси         | Чеси         |             | 1           | 0,42%       |
| неопредељени | неопредељени |             | 4           | 1,69%       |
| непознато    | непознато    |             | 5           | 2,11%       |
| укупно: 236  |              |             |             |             |